# Общая интеллектология
Общая интеллектология— наука об интеллекте как совокупности процессов обработки информации и принятия решений.
Предмет изучения общей интеллектологии объединяет интеллектуальную деятельность человека, механизмы генерации поведения животных и проблемы искусственного интеллекта (ИИ). Интеллект рассматривается в четырёх основных аспектах:
- Эволюционном (как механизм и продукт филогенетического приспособления к реальным условиям жизни)
- Стратегическом (как механизм принятия решения при выработке адекватного поведения)
- Информационном (как система процессов взаимодействия, переработки и генерации внутренней и внешней информации)
- Нейробиологическом (как сложная система нервных процессов, обеспечивающих управление двигательной активностью, реализующей необходимое поведение).

## История вопроса
Попытки изучения интеллекта, начатые представителями разных научных дисциплин ещё в XX веке, активно продолжаются по сей день. Сегодня появились предпосылки для синтеза разрозненных научных результатов в рамках единой науки.
Термин «интеллектология» ввел А. А. Зиновьев, который в 2003 году предпринял попытку создать формализованную основу для метода манипулирования сознанием в политической конфликтологии. Представление об интеллектологии строилось на идее объединения логики, онтологии и гносеологии в одну общую модель. Однако эта модель в значительной степени аморфна, имеет чрезмерно описательный характер и узкую область применения, что не позволяет использовать её для системного исследования интеллекта.
В то же время, в лингвистике была установлена и доказана связь речи и мышления — от особенностей структуры национальных языков и их соответствия менталитету до сопоставления развития интеллекта и развития речи у конкретного индивидуума. В 1946 году Николаем Пронко впервые был употреблен термин психолингвистика. Одной из ключевых теорий в истории психолингвистики стала гипотеза Сепира — Уорфа (гипотеза лингвистической относительности), а также труды структурных лингвистов (Н.Хомский) и психологов (Л. С. Выготский, Л. В. Щерба). Впоследствии термин «психолингвистика» использовала Т. В. Черниговская. Психолингвистика, по существу, представляет собой исследование связи интеллекта с языковым мышлением.
Термин «когнитивные науки», получивший распространение в конце XX века, объединил множество разнородных подходов. В современную когнитивную науку входят такие направления, как психология, философия, антропология, биология, лингвистика, исследования искусственного интеллекта. Так, например, возникли такие области науки, как когнитивная психология, когнитивная лингвистика, философия сознания.

## Основные задачи
Специалистов, работающих в этих областях, интересуют вопросы:
- как человек познает мир?
- каким образом на построение индивидуальной картины мира влияет культура и язык?
- что такое сознание и как его деятельность связана с работой мозга?
- какие механизмы познания являются врожденными, а какие приобретаются в социуме?
- можно ли создать искусственный разум, подобный разуму человека, способный к приобретению знаний о мире, решению творческих задач, пониманию естественных языков?

## Существующие аспекты
Медико-биологические аспекты объединены в нейробиологию, ключевую роль в которой играет нейрофизиология и теория И. П. Павлова. По существу, эти аспекты не имеют отношения к психической и интеллектуальной деятельности, исследуя лишь нервную систему как их материальный носитель. Процессы обработки информации, составляющие суть психики и интеллекта, нейробиологией не охватываются.
Ещё в XIX веке возникла идея подойти к исследованию интеллектуальной деятельности человека через изучение психики животных. Так возникла зоопсихология и сравнительная психология. Однако, печально известное «правило Моргана» (1894 год), по сути, запретило исследование внутренних процессов. Поэтому самые мощные направления зоопсихологии — этология и бихевиоризм — ограничились изучением разных аспектов поведения животных в отрыве от порождающих его факторов. Тем самым, истолкование поведения приобрело произвольный характер.
В конце XX века на основе синтеза имеющихся научных достижений стала бурно развиваться новая ветвь зоопсихологии, изучающая собственно психическую деятельность животных — то есть, внутренние процессы, обуславливающие формирование тех или иных форм поведения. Благодаря применению методов теории информации, теории моделей, теории принятия решений стало возможным построение и исследование динамической модели интеллекта.
Адаптивная зоопсихология исследует процессы генерации поведения как механизм приспособления и, одновременно, продукт эволюции. Это дает возможность совместить представления об онтогенезе и филогенезе интеллекта. В то же время, становится возможным анализ индивидуального интеллекта как системы процессов, обеспечивающих оптимальное поведение.

## Зарождение и перспективы науки
Взаимопроникновение смежных научных дисциплин дало начало новому направлению — зооинтеллектологии. Работы по зооинтеллектологии уже привели к разработке принципиально новых методов формирования поведения животных в их взаимодействии с человеком. Делаются попытки применять отдельные результаты, достигнутые на животных, в психотерапии человека и, в частности, в работе с детьми.
Полномасштабное исследование человеческого интеллекта становится возможным на основе общности биологических законов выживания и понимания эволюционных отличий человека.
С другой стороны, системная концепция интеллектуальной деятельности человека предоставляет базу для воспроизведения естественного процесса принятия решения в рамках систем искусственного интеллекта.
Существующие подходы к построению искусственного интеллекта имеют целый ряд ограничений, не допускающих, в частности, построение оригинальных алгоритмов решения задач. Эти ограничения преодолеваются на основе модели, разрабатываемой в рамках общей интеллектологии. Несомненным преимуществом этой модели является её синтетический характер — объединение результатов многих разрозненных подходов к исследованию интеллекта.